# Augustus O. Stanley
Augustus O. Stanley (Shelbyville, 1867. május 21. – Washington, 1958. augusztus 12.) az Amerikai Egyesült Államok szenátora (Kentucky, 1919–1925).